# ماتياس إنجل
ماتياس إنجل (بالألمانية: Mathias Engel)‏ (و. 1905 – 1994 م) هو راكب دراجة هوائية من ألمانيا، والولايات المتحدة، ولد في كولونيا، توفي عن عمر يناهز 89 عامًا.

## روابط خارجية
- ماتياس إنجل على موقع أرشيف الدراجات (الإنجليزية)